# ...of silence
... of silence est une œuvre mixte en temps réel pour saxophone alto et système électronique du compositeur italien Marco Stroppa composée et créée en 2007.

## Historique
En 2007, Marco Stroppa compose ... of silence.
L'œuvre est inspirée d'un poème d'E. E. Cummings, Lady of Silence.
L'œuvre est créée par le saxophoniste Claude Delangle et le réalisateur en informatique musicale et développeur Arshia Cont, le 23 novembre 2007 à Shizuoka, au Japon ; c'est une commande de la Shizuoka City Cultural Promotion Foundation.

## Structure
L'œuvre se divise en quatre parties:
- Winsome
- Sensible and quick
- Scattering
- Smarting

## Technique
Le logiciel utilisé pour la partie électronique de cette pièce est Antescofo.
L’œuvre ...of silence est fondatrice du projet entourant la conception et le développement de ce logiciel. L'objet de recherche est une synchronisation optimale de trois composantes : la partie instrumentale en temps réel, la partie électronique et le suivi de partition. Dans la pièce, « l’électronique fait appel à une coexistence de matériaux sonores pré-composés ainsi qu’au traitement en temps réel, les deux interprétés dans le même cadre et par Antescofo. »
C'est cette double capacité de suivre et de s'adapter au comportement de l'artiste (ici, un saxophoniste) qui rend la pièce et le procédé novateurs. À ce titre, ... of silence est un jalon singulier du répertoire de la musique contemporaine.